# زیج منیژه
زیج منیژه یا قلعهٔ منیژه نام بنایی تاریخی است که در استان کرمانشاه، شهرستان سرپل ذهاب،در روستای پاطاق (سرپل ذهاب) در حدود ۱۵ کیلومتری این شهرستان واقع شده‌است. این بنای تاریخی در تاریخ ۶ مهر ۱۳۸۴ توسط سازمان میراث فرهنگی با شماره ۱۳۴۱۰ با نام زیج منیژه پاتاق در فهرست آثار ملی ایران به ثبت رسیده است.

## ویژگی‌های بنا
در خصوص زیج منیژه تاریخ چندان واضح و روشنی وجود ندارد، اما با توجه به معماری انجام گرفته در این بنا به ویژه طرح درگاه‌ها و قوس‌ها و همچنین پوشش سقف استفاده شده در این بنا، ساخت آن به اواخر دوره ساسانی نسبت داده شده‌است. این بنا با ارتفاع حدود ۲ متر از زمین‌های اطراف خود و با ابعاد ۷۰ در ۵۰ متر مربع دارای پلان مستطیل شکلی است که از لاشه سنگ و ملات گچ ساخته شده است. در داخل این قلعه بنای مربع شکل دیگری با ابعاد ۴۸*۴۸ متر مربع احداث گردیده که به احتمال بسیار زیاد ارگ قلعه می‌باشد. در هر ضلع این قلعه تعداد ۳۰ اتاقک وجود دارد که دارای طاق‌های گهواره‌ای شکلی هستند و در حال حاضر بقایای آنها نیز وجود دارد و تعدادی نیز سالم مانده‌اند.

## تبدیل به هتل
در اواخر دی‌ماه ۱۴۰۱ مدیرکل میراث فرهنگی، صنایع دستی و گردشگری استان کرمانشاه از قصد این نهاد برای تبدیل زیج منیژه به هتل با سرمایۀ بخش خصوصی خبر داد.

## آسیب‌ها
به دلیل قرار داشتن این بنا در مجاورت زمین‌های کشاورزی و وجود یک کانال آب کشاورزی در کنار آن، بخشی از دیوارها و کف آن دچار نم‌زدگی و آسیب شده‌است. در بهمن ۱۴۰۲ مدیر پایگاه محور ساسانی کرمانشاه اعلام کرد که بخشی از تاق‌ها و کف بنای زیج منیژه نیاز به مرمت دارد و کانال آب نیز باید جابه‌جا شود.